# 조선로동당 제1차 대표자회
조선로동당 제1차 대표자회(朝鮮勞動黨 第1次代表者會)는 1958년 3월 3일부터 4일간 조선민주주의인민공화국 평양직할시(법적인 수도는 서울이었다.)에서 열린 최초의 대표자 회의다. 김일성의 권력에 대한 도전이 전개된 1956년 8월 종파 사건 이후 개최되었고, 종파주의 청산과 당의 통일단결 강화를 강조했다. 김두봉 등 반김일성 세력을 숙청했고, 천리마 운동을 시작했다. 대표자회가 종료된 후 5월 30일에 조선로동당 중앙위원회 상무위원회에서 ‘반당.반혁명분자와의 투쟁을 전당.전인민적으로 전개할데 대하여’라는 결정서를 채택했다.

## 토의 안건
- 조선민주주의인민공화국 발전 인민경제 제1차 5개년 계획(1957년~1961년)에 대하여
- 당의 통일과 단결을 더욱 강화하는 것에 대하여
- 당 조직 문제. 김일성이 회의에 참석하여 중요한 연설을 했고, 수많은 주요 문제에 대해 결정했다.